# Городище (Мелегежское сельское поселение)
Городище — деревня в Мелегежском сельском поселении Тихвинского района Ленинградской области.

## История
Деревня Городище упоминается в переписи 1710 года в Петровском Мелегежском погосте Заонежской половины Обонежской пятины.
Как деревня Городищи она обозначена на карте Новгородского наместничества 1792 года А. М. Вильбрехта.
Деревня Городище упоминается на «Специальной карте западной части России» Ф. Ф. Шуберта 1844 года.

ГОРОДИЩЕ — деревня Костринского общества, прихода Мелегижского погоста. Река Воложба.

Крестьянских дворов — 12. Строений — 46, в том числе жилых — 20.

Число жителей по семейным спискам 1879 г.: 42 м. п., 37 ж. п.; по приходским сведениям 1879 г.: 41 м. п., 44 ж. п.

В конце XIX — начале XX века деревня административно относилось к Костринской волости 3-го земского участка 1-го стана Тихвинского уезда Новгородской губернии.

ГОРОДИЩЕ — деревня Костринского общества, дворов — 24, жилых домов — 20, число жителей: 65 м. п., 56 ж. п. 

Занятия жителей — земледелие, лесные промыслы. Река Воложба. Часовня. (1910 год)

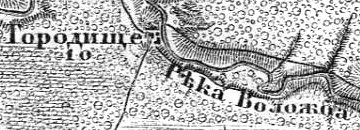
Деревня Городище на карте 1913 года

Согласно карте Ленинградской области Северо-западного аэрогеодезического треста ГГУ издания 1932 года деревня насчитывала 16 крестьянских дворов.
Согласно карте Петроградской и Новгородской губерний 1913 года деревня Городище насчитывала 10 крестьянских дворов.
С 1917 по 1918 год деревня Городище входила в состав Костринской волости Тихвинского уезда Новгородской губернии. 
С 1918 года в составе Череповецкой губернии.
С 1924 года в составе Пригородной волости.
С 1927 года в составе Плесовского сельсовета Тихвинского района.
С 1928 года в составе Воложбенского сельсовета. В 1928 году население деревни Городище составляло 106 человек.
По данным 1933 года деревня Городище входила в состав Воложбенского сельсовета Тихвинского района.
С 1952 года в составе Воложбенского сельсовета Бокситогорского района.
С 1954 года в составе Плесовского сельсовета.
С 1957 года в составе Плесовского сельсовета Тихвинского района.
В 1958 году население деревни Городище составляло 103 человека.
С 1960 года в составе Андреевского сельсовета.
По данным 1966, 1973 и 1990 годов года деревня Городище также входила в состав Андреевского сельсовета.
В 1997 году в деревне Городище Андреевской волости проживали 7 человек, в 2002 году — 2 (русские — 50 %, белорусы — 50 %).
В 2007 году в деревне Городище Мелегежского СП проживали 2 человека, в 2010 году — 1.

## География
Деревня расположена в юго-западной части района к западу от автодороги 41К-903 (Мелегежская Горка — Плесо).
Расстояние до административного центра поселения — 10 км.
Расстояние до ближайшей железнодорожной станции Тихвин — 19 км.
Деревня находится на левом берегу реки Воложба.

## Демография
| 1879 | 1910 | 1928 | 1958 | 1997 | 2002 | 2007 |
| ---- | ---- | ---- | ---- | ---- | ---- | ---- |
| 79   | ↗121 | ↘106 | ↘103 | ↘7   | ↘2   | →2   |
| 2010 | 2017 |      |      |      |      |      |
| ↘1   | ↗4   |      |      |      |      |      |

### Национальный состав
Согласно данным Всероссийской переписи населения 2021 года в деревне проживали 2 человека, все русские.